# Gesetz betreffend die Bestrafung des Sklavenraubes und des Sklavenhandels
Das Gesetz betreffend die Bestrafung des Sklavenraubes und des Sklavenhandels (SklHG) 
ist ein vorkonstitutionelles strafrechtliches Nebengesetz des Deutschen Kaiserreiches das den Sklavenhandel bestraft.

## Geschichte
Nach der Ratifikation der General-Akte der Brüsseler Antisklaverei-Konferenz nebst Deklaration (Brüsseler Anti-Sklavereiakte) wurde im Deutschen Reich zunächst die Verordnung, betreffend Ausführungsbestimmungen zu der General-Akte der Brüsseler Antisklaverei-Konferenz als ein erster ausführender nationaler Rechtssatz zur Unterbindung illegalen Sklavenhandels erlassen.
Doch war darüber hinaus der Anstoß gegeben, die neue völkerrechtliche Verpflichtung zur Bekämpfung des Sklavenhandels und der Leibeigenschaft auch in der nationalen Gesetzgebung auszudrücken und entsprechende Strafvorschriften bereitzuhalten. Dieser Zweck kommt dem gemäß Art. 123 GG fortgeltenden Gesetz betreffend die Bestrafung des Sklavenraubes und des Sklavenhandels in der Bundesrepublik Deutschland weiterhin zu.

## Aktuelle Rechtslage
Von den ursprünglich fünf Paragraphen des SklHG besteht mittlerweile nur noch § 2, worin das Betreiben von Sklavenhandel und die vorsätzliche Mitwirkung an der dazu dienenden Beförderung von Sklaven mit Freiheitsstrafe von einem Jahr bis zu fünfzehn Jahren bedroht ist. Die Tathandlungen sind damit Verbrechen. In minder schweren Fällen beträgt die Strafe Freiheitsstrafe von drei Monaten bis zu fünf Jahren.